# Тоннели Кути

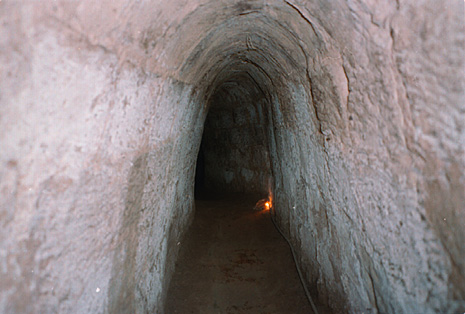
Часть туннеля, специально расширенного для туристов

Тонне́ли Кути́, или туннели Кути (вьет. Địa đạo Củ Chi, также распространено произношение «Кучи́») — система подземных тоннелей в одноимённом пригородном уезде Сайгона (ныне — часть муниципалитета Хошимина), использовавшихся Вьетконгом во время Вьетнамской войны.
Сеть туннелей позволяла партизанам наносить скрытые удары по американским войскам. Тоннели, располагавшиеся на нескольких уровнях глубины, включали в себя тайные входы, жилые помещения, склады, госпитали. Общая длина составляла около 150 км.
Тоннели были обнаружены американской армией в 1966 в ходе операции «Кримп». Для борьбы с тоннелями США применяли распыление дефолиантов, вызвавшее масштабное химическое заражение воды и почвы, а также специальные подразделения («туннельные крысы»), которые несли большие потери. В итоге американская армия подвергла районы с тоннелями «ковровым бомбардировкам».
В настоящее время на базе двух элементов комплекса организован туристический аттракцион. Посещение туннелей Кути — одна из главных туристических экскурсий в Хошимине.

## Галерея

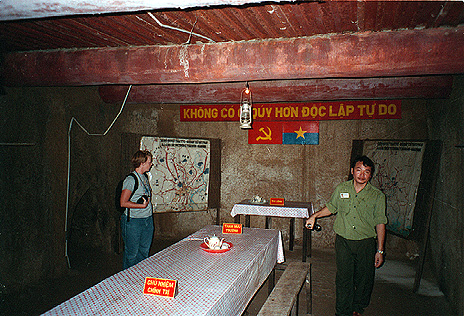
Бывший командный центр, переоборудованный в полевую кухню
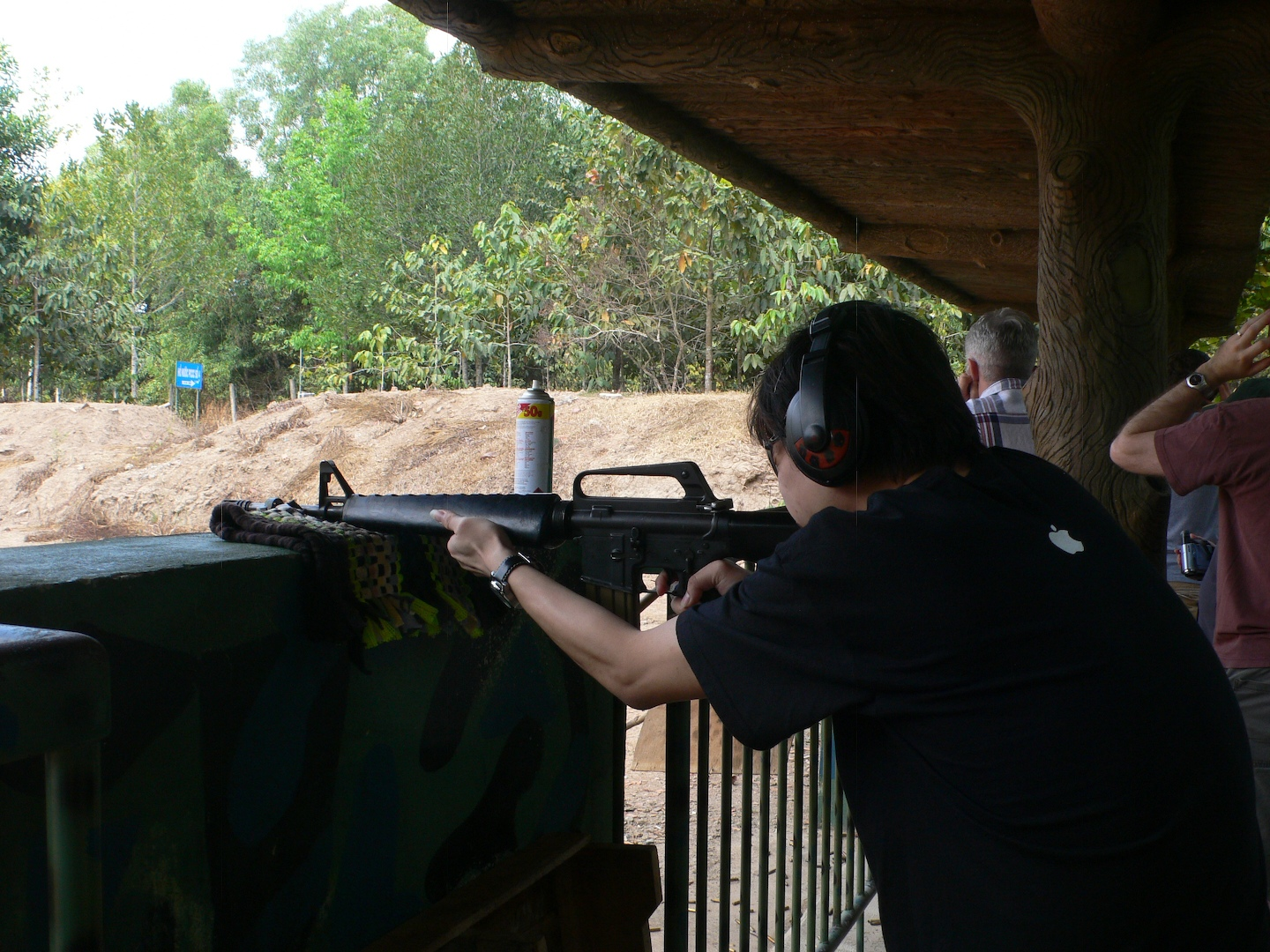
В тире туристам предлагается оружие эпохи Вьетнамской войны (на фотографии — M16)
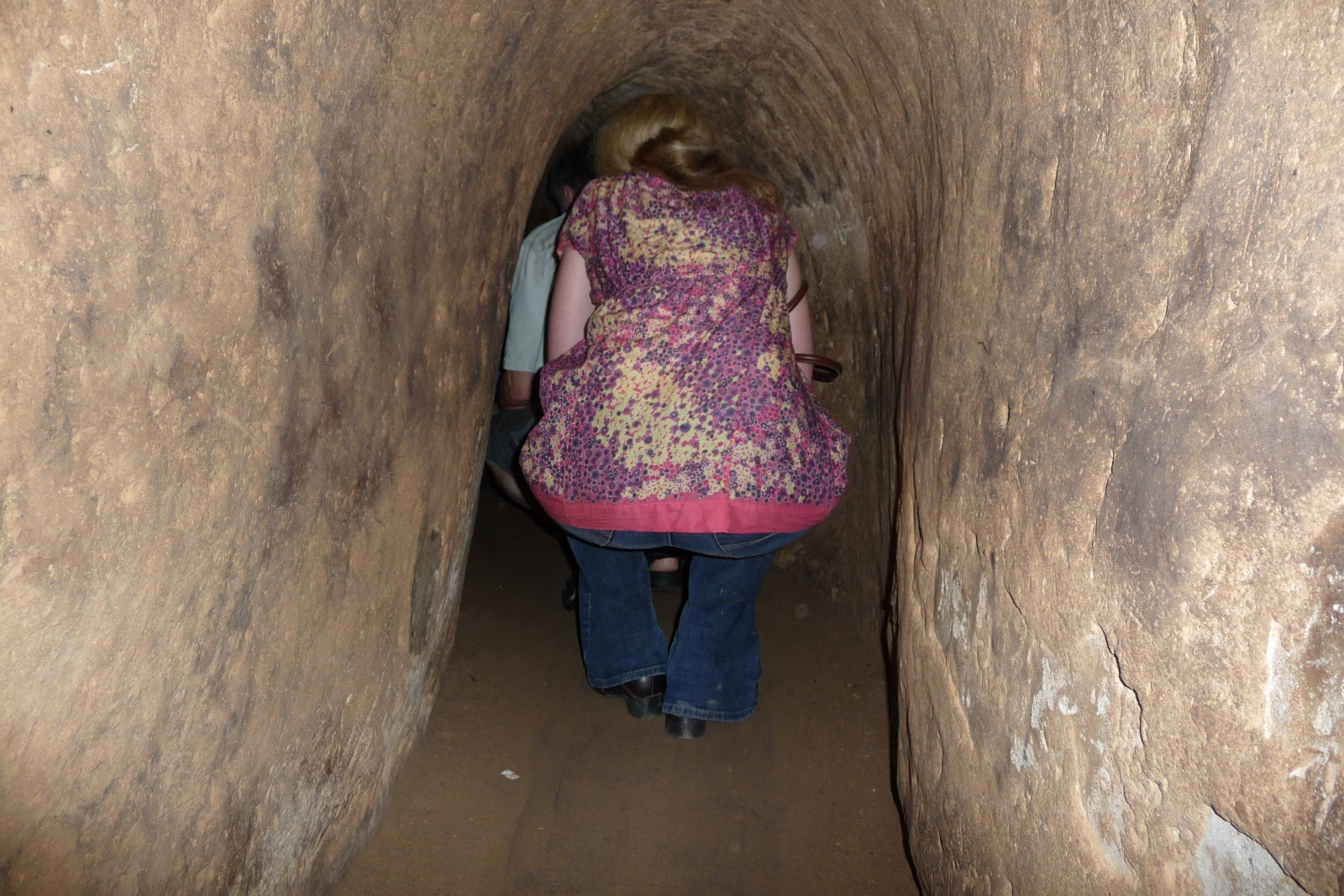
Туристы входят в тоннель